# Toroid

Przykład toroidu o przekroju prostokątnym

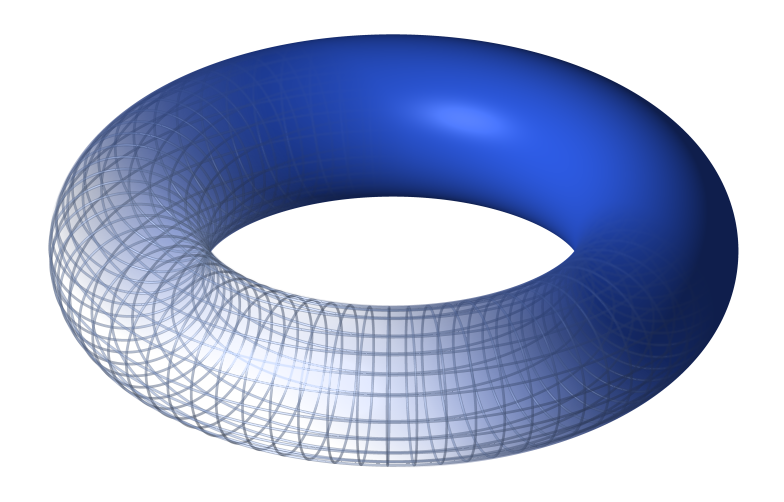
Klasyczny toroid – torus

Toroid – bryła geometryczna w kształcie pierścienia. Powstaje poprzez obrót dowolnej figury geometrycznej (prostokąta, okręgu, trójkąta) dookoła osi leżącej poza tą figurą. Zarówno oś jak i obracana figura geometryczna muszą leżeć w tej samej płaszczyźnie.
Jeśli obracaną figurą jest okrąg, wówczas powstała bryła nosi nazwę torusa.
Podczas obrotu oś może ulegać zmianie co może spowodować utworzenie wielokrotnego toroidu.